# لاكشمي مينون
لاكشمي مينون هي ممثلة هندية، ولدت في 19 مايو 1996 في الهند.

## وصلات خارجية
- لاكشمي مينون على موقع IMDb (الإنجليزية)
- لاكشمي مينون على موقع ميوزك برينز (الإنجليزية)
- لاكشمي مينون على موقع قاعدة بيانات الفيلم (الإنجليزية)